# Пибоди (пушка)
Пибоди (енгл. Peabody rifle), америчка спорометна пушка острагуша из 19. века.

## Карактеристике
Американац Кристијан Шарп (енгл. Christian Sharp) је 1848. конструисао затварач у облику масивног блока, који је при отварању и затварању клизио управно (одоздо) на осу цеви. Масивни затварачи, развијени на принципу Шарповог, били су прихваћени код америчких пушака Шарп (Sharp), Ремингтон (Remington), и Пибоди (Peabody), и британске Мартини-Хенри (Martini-Henry).
Амерички пушкар Хенри О. Пибоди патентирао је 1862. нову острагушу са масивним затварачем у облику блока (кладаст), који се отварао надоле полугом која је уједно служила за заштиту окидача. Обарање полуге и затварача (спојеног шарком са задње стране) отварало је сандук пушке од горе, а конкавна горња страна затварача служила је као водич за убацивање метка у цев, која би се подизањем полуге поново затворила. Ударна игла и опруга биле су у телу затварача, а опаљивање се вршило спољашњим орозом (чији је ударац активирао опругу ударне игле), који се морао ручно натегнути пре сваког опаљивања. Америчка војска је 1865. одбацила овај модел у корист преправљања већ постојећих спредњача Спрингфилд у острагуше додавањем затварача у виду поклопца који се отварао напред и нагоре. Међутим, већи број ових пушака произведен је за страно тржиште у Канади и неким европским земљама.

### У војсци кнежевине Србије
Пушке система Пибоди коришћене су у српској војсци од 1871. године. Већина је направљена у Крагујевцу и Београду преправљањем старијих пушака спредњача. За разлику од оригиналних пушака Пибоди, српске пибодуше имале су сличан, али једноставнији затварач, са полугом за отварање и затварање са горње стране, причвршћеном на задњи крај затварача. Пошто је ова полуга подсећала на металну кашику, ове пушке постале су међу војницима познате као кашикаре. Иако су имале само један метак, ове пушке биле су велико побољшање у односу на дотадашње спредњаче: пуниле су се сједињеним метком са металном чахуром, са зрном тежине око 30 грама, а цев је имала 4 жлеба који су повећавали прецизност гађања.
Ове пушке биле су главно оружје српске војске до 1880, када их је заменила модернија пушка Маузер-Кока.